# WrestleMania VIII
WrestleMania VIII — восьмая по счёту WrestleMania, PPV-шоу производства американского рестлинг-промоушна World Wrestling Federation (WWF, ныне WWE). Шоу прошло 5 апреля 1992 года на арене «Хузиер-доум» в Индианаполисе, Индиана, США.
Шоу включал два главных события, оба из которых попали на официальный промо-постер. В первом чемпион WWF Рик Флэр защищал свой титул против Рэнди Сэвиджа, а во втором Халк Хоган встречался с Сидом Джастисом. 
В другом важном матче, Брет Харт победил Родди Пайпера и стал новым Интерконтинентальным чемпионом WWF. WrestleMania VIII также стала первой WrestleMania, когда в заключительном матче не разыгрывался титул чемпиона WWF.

## Результаты
| №  | Матч | Тип матча                                                  | Время |
| -- | --- | ---------------------------------------------------------- | ----- |
| 1  | «Бушвакеры» (Люк Уильямс и Бутч Миллер) победили «Братьев Беверли» (Блэйк и Бо) (с Гением)                                                      | Командный матч                                             | 10:00 |
| 2  | Шон Майклз (с Сенсационной Шерри) победил Тито Сантану                                                                                          | Одиночный матч                                             | 10:38 |
| 3  | Гробовщик (с Полом Берером) победил Джейка Робертса                                                                                             | Одиночный матч                                             | 6:36  |
| 4  | Брет Харт победил Родди Пайпера (c) | Одиночный матч за титул интерконтинентального чемпиона WWF | 13:51 |
| 5  | Биг Босс Мен, Вирджил, Сержант Слотер и Джим Дагган победили «Мерзких парней» (Брайан Нобс и Джерри Саггс), Репо Мена и Монти (с Джимми Хартом) | Командный матч восьми человек                              | 6:33  |
| 6  | Рэнди Сэведж (с Мисс Элизабет) победил Рика Флэра (с Мистером Совершенство) (c)                                                                 | Одиночный матч за титул чемпиона WWF                       | 18:04 |
| 7  | Татанка победил Рика Мартела | Одиночный матч                                             | 4:33  |
| 8  | «Стихийные бедствия» (Землетрясение и Тайфун) победили «Корпорацию денег» (Тед Дибиаси и И.Р.С.) (с Джимми Хартом)                              | Командный матч за титулы командных Чемпионов WWF           | 8:38  |
| 9  | Оуэн Харт победил Скиннера | Одиночный матч                                             | 1:36  |
| 10 | Халк Хоган победил Сида Джастиса (с Харви Уипллманом) по дисквалификации                                                                        | Одиночный матч                                             | 12:28 |